# Dimeria mahendragiriensis
Dimeria mahendragiriensis är en gräsart som beskrevs av Ravi, H.O.Saxena och Brahmam. Dimeria mahendragiriensis ingår i släktet Dimeria och familjen gräs. Inga underarter finns listade i Catalogue of Life.